# Глянцевый рачий уж
Глянцевый рачий уж (лат. Liodytes rigida) — вид змей из семейства ужеобразных, эндемик США. Обитает в юго-восточной части страны. Питается преимущественно речными раками.

## Распространение
Обитают на части территории штатов Техас, Оклахома, Арканзас, в Луизиане, Миссисипи, Алабаме, Флориде, Джорджии, Южной и Северной Каролине. Существует разобщенная популяция в восточной части Виргинии.

## Описание
Средняя длина взрослых особей — 41 см. Они имеют массивное тело. Максимальная зарегистрированная для этого вида длина составила 79 см.

## Классификация
Выделяют три подвида:
- Liodytes rigida deltae (Huheey, 1959) [syn. Regina rigida deltae (Huheey, 1959)]
- Liodytes rigida rigida (Say, 1825) [syn. Regina rigida rigida (Say, 1825)]
- Liodytes rigida sinicola (Huheey, 1959) [syn. Regina rigida sinicola (Huheey, 1959)]